# David Johnston (homme politique, 1789-1853)
Pour les articles homonymes, voir Johnston et David Johnston.
David WilliamJohnston, né le 12 septembre 1789 à Bordeaux, et mort le 1er octobre 1853 à Villenave-d'Ornon, est un industriel et homme politique français. Il a été maire de Bordeaux de 1838 à 1842. 

## Biographie
David Johnston, né en 1789, est le fils d'un négociant irlandais, Walter Johnston, qui s'était installé à Bordeaux et qui avait fondé une maison de commerce de vins en 1761. Il est naturalisé français après ses études à Paris. Il revient sur Bordeaux prendre la succession de son père : il est alors juge au tribunal de commerce. C'est un homme ouvert d'esprit, amateur d'art, qui fait preuve de dévouement et dont les qualités civiques sont louées par ses contemporains.
Il est l'un des huit fondateurs administrateurs de la Compagnie du chemin de fer de Bordeaux à La Teste en 1838.

### La manufacture David Johnston

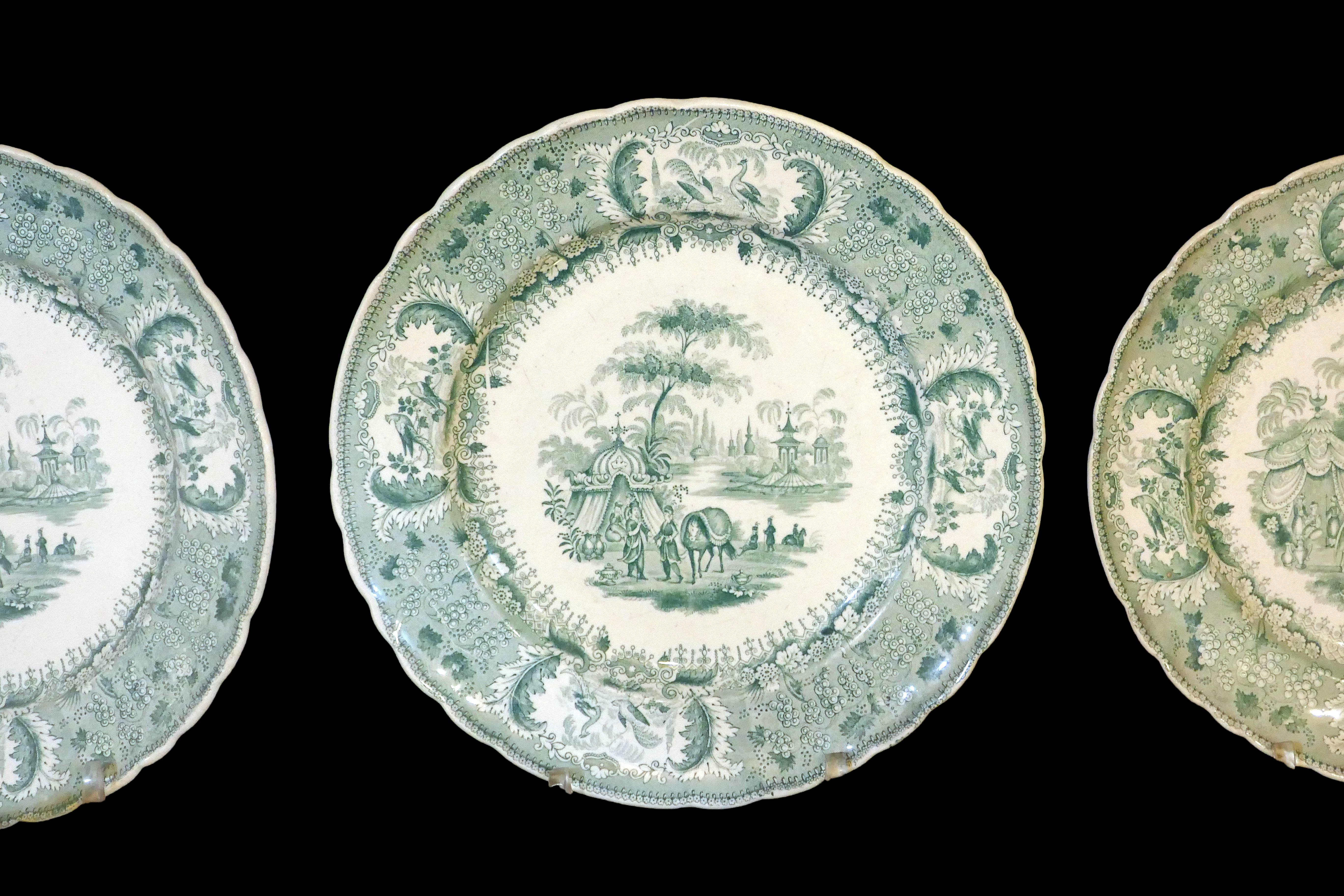
Assiettes à dessert à décor imprimé en camaïeu vert du « service turc » de la manufacture de David Johnston
(Musée de la vigne et du vin, Bordeaux).

En 1834, David Johnston achète les anciens moulins des Chartrons sur le quai de Bacalan à Bordeaux. Il y installe une manufacture de porcelaine et de faïence anglaise. Il nomme Honoré Boudon de Saint-Amans (1774-1858) comme directeur : ce dernier dirige la construction des fours, l'organisation des ateliers et le recrutement du personnel. La manufacture produit des pièces de céramique à partir de 1835. En 1837, Boudon de Saint-Amans quitte la société et continue ses recherches sur la céramique de son côté. En 1838, la manufacture compte quatre fours en activité et 354 à 400 ouvriers, qui produisent 15 000 à 18 000 pièces par semaine : cette année-là, Johnston reçoit une médaille d'or lors de l'exposition de la Société Philomatique de Bordeaux. En 1839, il envoie à  l'exposition de Paris des pièces imprimées selon le procédé d'impression lithographique mis au point par le lithographe bordelais Jean-Baptiste Légé (1779-1846). Cette technique est une innovation pour le décor imprimé et est moins couteuse que le procédé anglais de report de la gravure en taille-douce sur cuivre. Le peintre Pierre Lacour fils (Bordeaux 1778-1859) travaille beaucoup pour David Johnston : c'est à lui que l'on doit les décors régionalistes, où les paysages urbains et monuments bordelais ornent la vaisselle, comme en témoigne une soupière sur son présentoir conservée au musée des arts décoratifs et du design de Bordeaux. Malgré son succès, la manufacture de David Johnston se retrouve en 1840 dans une situation financière difficile. Johnston est obligé de faire un appel de fonds et c'est à ce moment-là qu'il prend comme collaborateur technique Jules Vieillard, le 22 août 1840. L'année suivante, il expose de nouveau à la Société philomatique et reçoit une nouvelle médaille d'or. La manufacture s'est agrandie : neufs fours sont en activité, produisant environ 70 000 pièces par semaine, et 600 ouvriers sont employés. Le style anglais n'ayant plus le même succès, Johnston a tenté une nouvelle fabrication, entrainant une augmentation des employés et un renouvellement du matériel industriel, ce qui creusa le déficit de l'entreprise. Le 19 janvier 1844, la liquidation de la manufacture est décidée. Jules Vieillard la rachete l'année suivante et crée la manufacture J. Vieillard & Cie.

### Carrière politique
David Johnston est maire de Bordeaux de 1838 à 1842. Il est également membre du Conseil général de la Gironde de 1838 à 1847, élu par le canton de Bordeaux-1.

### Sources
- « Histoire des maires de Bordeaux » (2008)
- Jacqueline du Pasquier, « Introduction à l'histoire de la faïence fine à Bordeaux », in De David Johnston à Jules Vieillard, l'ivresse Darrigade, Catalogue de l'exposition, Bordeaux, musée des Arts décoratifs et du Design, 2015.